# مايكل غريم
مايكل جيرارد غريم (بالإنجليزية: Michael Gerard Grimm)‏ (ولد في 7 فبراير 1970 في نيويورك، نيويورك، الولايات المتحدة) رجل أعمال وسياسي ومجرم مدان أمريكي حيث مثل نيويورك في الكونغرس الأمريكي في الفترة من 2011 إلى 2015. مثل غريم المقاطعة الثالثة عشر خلال ولايته الأولى ثم في الفترات التالية مثل المقاطعة الحادية عشر. تتألف كلتا المقاطعتين من جزيرة ستاتن وأجزاء من بروكلين. غريم عضو في الحزب الجمهوري وخلال فترة وجوده في منصبه كان الجمهوري الوحيد الذي يمثل جزء كبير من مدينة نيويورك. كان وكيل سابق لمكتب التحقيقات الفيدرالي ورجل أعمال ومحامي وضابط في قوات مشاة بحرية الولايات المتحدة بعد أن خدم في حرب الخليج الثانية.
في 28 أبريل 2014 اتهمت السلطات الفيدرالية غريم بعشرين تهمة تتعلق بالاحتيال والتهرب الضريبي الاتحادي والحنث باليمين. في 23 ديسمبر 2014 أقر بأنه مذنب في تهمة واحدة وهي جناية الاحتيال الضريبي و«اعترف بارتكاب الحنث باليمين وتوظيف المهاجرين غير الشرعيين وتزوير البرقيات». بعد التعهد في البداية بالاحتفاظ بمقعده أعلن غريم في 30 ديسمبر 2014 أنه سيستقيل من الكونغرس اعتبارا من 5 يناير 2015. في 5 مايو 2015 فاز دانيال إم. دونوفان الابن بالانتخابات الخاصة ليحل محل غريم. في 17 يوليو 2015 حكم على غريم بالسجن لمدة ثمانية أشهر بسبب التهرب الضريبي. بدأ فترة سجنه في 22 سبتمبر 2015 بعد تأخير قصير بسبب العلاج الطبي.
في عام 1990 تم نشره في حرب الخليج الثانية كجزء من كتيبة الاتصالات السادسة. رقي إلى رتبة العريف.
عارض غريم ضربة عسكرية على نظام بشار الأسد في سوريا قائلا: «لم أكن مقتنعا بأن الضربة الأمريكية على سوريا ستعود بالنفع على الولايات المتحدة التي لن تتفوق كثيرا على التكلفة القصوى للحرب».